# Hyacinthella hispida
Hyacinthella hispida là một loài thực vật có hoa trong họ Măng tây. Loài này được (J.Gay) Chouard mô tả khoa học đầu tiên năm 1931.